# Papradnianka
Papradnianka este o arie protejată (arie specială de conservare — SAC, sit de importanță comunitară — SCI) din Slovacia întinsă pe o suprafață de 23,94 ha, integral pe uscat.

## Localizare
Centrul sitului Papradnianka este situat la coordonatele 49°16′12″N 18°21′58″E / 49.27°N 18.366111°E.

## Înființare
Situl Papradnianka a fost declarat sit de importanță comunitară în octombrie 2011.

## Biodiversitate
Situată în ecoregiunea alpină, aria protejată conține 2 habitate naturale: Liziere de ierburi înalte hidrofile de câmpie și de nivel montan până la alpin, Păduri aluvionare cu Alnus glutinosa și Fraxinus excelsior (Alno-Padion, Alnion incanae, Salicion albae).
La baza desemnării sitului se află mai multe specii protejate:
- păsări (16): pescăruș albastru (Alcedo atthis), rață mare (Anas platyrhynchos), stârc cenușiu (Ardea cinerea), barză neagră (Ciconia nigra), mierla de apă (Cinclus cinclus), măcăleandru (Erithacus rubecula), codobatură galbenă (Motacilla alba), codobatură de munte (Motacilla cinerea), Parus caeruleus, pițigoi mare (Parus major), pitulice de munte (Phylloscopus collybita), pitulice-fluierătoare (Phylloscopus trochilus), pănțărușul (Troglodytes troglodytes), mierlă (Turdus merula), sturz-cântător (Turdus philomelos), sturz (Turdus pilaris)
- amfibieni (1): izvoraș-cu-burta-galbenă (Bombina variegata)
- mamifere (1): vidră de râu (Lutra lutra)
- pești (1): zglăvoacă (Cottus gobio)

Pe lângă speciile protejate, pe teritoriul sitului au mai fost identificate 3 specii de plante, 5 specii de mamifere.